# Limnophis bicolor
Espèce
Limnophis bicolor est une espèce de serpent de la famille des Colubridae.

## Répartition
Cette espèce se rencontre :
- dans le sud-ouest de l'Angola ;
- dans le nord du Botswana ;
- dans l'Est et le Sud de la République démocratique du Congo ;
- dans le sud de la Zambie, dans les bassins de Okavango et du Zambèze ;
- au Zimbabwe.

## Description
Dans sa description Günther indique que les deux spécimens en sa possession mesurent environ 60 cm dont 10 cm pour la queue. Leur dos est noir et leur face ventrale blanche.

## Sous-espèce
La sous-espèce Limnophis bicolor bangweolicus a été élevée au rang d'espèce.

## Étymologie
Son nom d'espèce, du latin bicolor, « à deux couleurs », lui a été donné en référence à sa livrée.

## Publication originale
- Günther, 1865 : Fourth account of new Species of Snakes in the Collection of the British Museum. Annals and Magazine of Natural History, sér. 3, vol. 15, p. 89-98 (texte intégral).